# 千長
千長，中国古代官名。匈奴和西域龟兹国等设置千長，意即千人之长，统领千人。
- 匈奴统帅千人的军官。《史记·匈奴列传》：“诸二十四長，亦各自置千長、百長、什長、裨小王，相封、都、尉、當戶、且渠之属。”
- 龟兹有东西南北部千长各二人。《汉书·西域传·龟兹国》：“东西南北部各置千长二人，为部长官。”